# One Per Desk
O One Per Desk (OPD, "um a cada mesa") era um inovador híbrido entre um computador pessoal e um terminal de comunicações  baseado no hardware do Sinclair QL com outra caixa e um teclado mais adequado. O One Per Desk foi construído por ICL (International Computers Limited) e lançado no Reino Unido em 1984. Era o resultado  de um projecto de colaboração que começou em 1981 entre Sinclair Research (que contribuiu o hardware de seu Sinclair QL), a ICL e a British Telecom (BT). Originalmente incluía em suas especificações o ecrã plano de tecnologia  CRT da Sinclair, mas não se chegou a incluir.
Versões remarcadas do One Per Desk foram vendidas no Reino Unido pela BT como o Merlin Tonto e na Austrália pela empresa Telecom Austrália como o Computerphone.

## Hardware
A partir de um QL o One Per Desk tomou prestada a CPU 68008, as ULA ZX8301 e ZX8302, os 128 KB de RAM base e a dupla unidade de Microdrives (com melhoras de ICL para aumentar a confiabilidade), mas não o Controlador Inteligente de Periféricos 8049. Em seu lugar, já que incluía possibilidades de comunicação, usar um "módulo de telefonia" que incorpora um microcontrolador de Intel 8051, que também controlava o teclado, duas linhas de telefone e um modem V.21/V.23, junto a um auricular de voz para realizar telefonemas, e um sintetizador de voz TI TMS5220 para seu uso como contestando automático de telefonemas entrantes.
O One Per Desk fornecia-se com um monitor de 9 polegadas monocromo (de fundo branco) ou um em cor de 14 polegadas. Ambos incorporavam a fonte de alimentação para o aparelho. Posteriormente apareceram como periféricos discos flexíveis de 3.5" disponíveis de terceiros vendedores.
Estava desenhado para permanecer ignição permanentemente, pelo que o ecrã se apagava se não se pulsava um tecla durante 10 minutos ou ao fechar a sessão. Ao pulsar qualquer tecla ou receber um telefonema entrante reactivava-se o ecrã.

## Software
O sistema em firmware "Basic Functional Software" (BFS ou "Software Funcional Básico") não estava baseado no sistema operativo Qdos do QL, apesar de que um subconjunto do SuperBASIC se proporcionava num Cartucho de Microdrive. O BFS proporcionava intercâmbios entre aplicativos, administração de telefonemas de voz e dados, resposta automática de telefonemas, diretório de números telefónicos, um programa emulador de terminal de teletexto viewdata e uma singela calculadora.
A suite de aplicativos ofimáticas de Psion incluída com o QL foi também capa ao One Per Desk, renomeada como Xchange, e estava disponível como um pacote de ROM opcional. Um aplicativo fornecido por ICL permitia sincroniza com um jogo de bingo a nível nacional bingo, usando centenas de salas de bingo do Reino Unido, usando o modem telefónico V.23 integrado para proporciona comunicações remotas com o servidor central.
Outro software de aplicativo opcional disponível em ROM incluía vários emuladores de terminais, como o emulador de terminal ICL7561 de Satellite Computing, além de seu programa Action Diary e seu software de apresentação, libreta de direcções e várias utilidades para comunicação entre vários One Per Desk.
Podia-se ligar com vários Mainframes de ICL no Reino Unido  (Série 39), usados em Ministérios e Governos Locais em sectores de Defesa, onde aplicativos de estatística utilizavam o sistema para ver representações gráficas de relatórios gerados pelo mainframe, também através do oódem integrado ligando com o Mainframe.

## Merlin Tonto
BT Business Systems vendeu o One Per Desk como o Merlin M1800 Tonto ("The Outstanding New Telecoms Opportunity", a excepcional nova oportunidade em telecomunicações).
BT pretendia vender o Tonto como um sistema centralizado de informação comercial capaz de aceder a múltiplos serviços online, mainframes e outros sistemas similares através da rede telefónica de BT. O Tonto vendia-se por 1.500 Libras em seu lançamento. Os Periféricos e os cartuchos de ROM do One Per Desk modificaram-se externamente usando a marca Merlin. A fonte de alimentação era pouco fiável e com frequência falhava em muitas unidades, e finalmente BT retirou o suporte para o Tonto em fevereiro 1993.

## Mega One Per Desk
Uma versão ampliada do One Per Desk produziu-se numa pequena quantidade para o mercado USA. Usava uma CPU 68008FN, 256 KB de RAM de base, um porto RS-232 e firmware melhorado. O atendedor de chamadas telefónico incorporado usavam uma voz feminina, com um leve acento de Nova Jérsia.